# 库朗东
库朗东（法語：Coulandon，法語發音：[kulɑ̃dɔ̃]）是法国阿列省的一个市镇，位于该省北部，属于穆兰区。

## 地理
库朗东（46°33'2"N, 3°15'21"E）面积17.06 平方千米，位于法国奥弗涅-罗讷-阿尔卑斯大区阿列省，该省份为法国中部省份，北起涅夫勒省、西北接谢尔省，西南至克勒兹省，南至多姆山省，东南临卢瓦尔省，东临索恩-卢瓦尔省。
与库朗东接壤的市镇（或旧市镇、城区）包括：布雷索勒、马里尼、讷维、苏维尼。

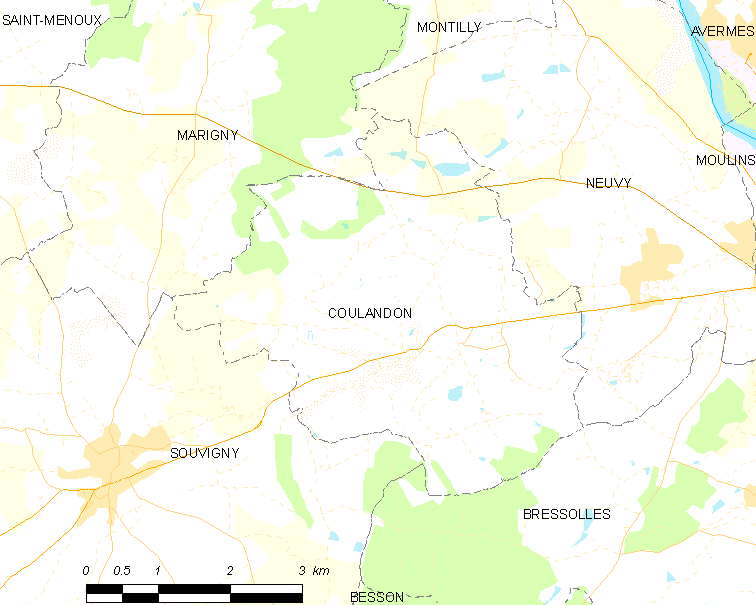
库朗东的OSM定位图

库朗东的时区为UTC+01:00、UTC+02:00（夏令时）。

## 行政
库朗东的邮政编码为03000，INSEE市镇编码为03085。

## 政治
库朗东所属的省级选区为穆兰第一县。

## 人口

1962-2008年间库朗东人口变化图示

库朗东于2022年1月1日时的人口数量为634人。